# Nukhbat al-Fikr
Pour les articles homonymes, voir Nukhba.

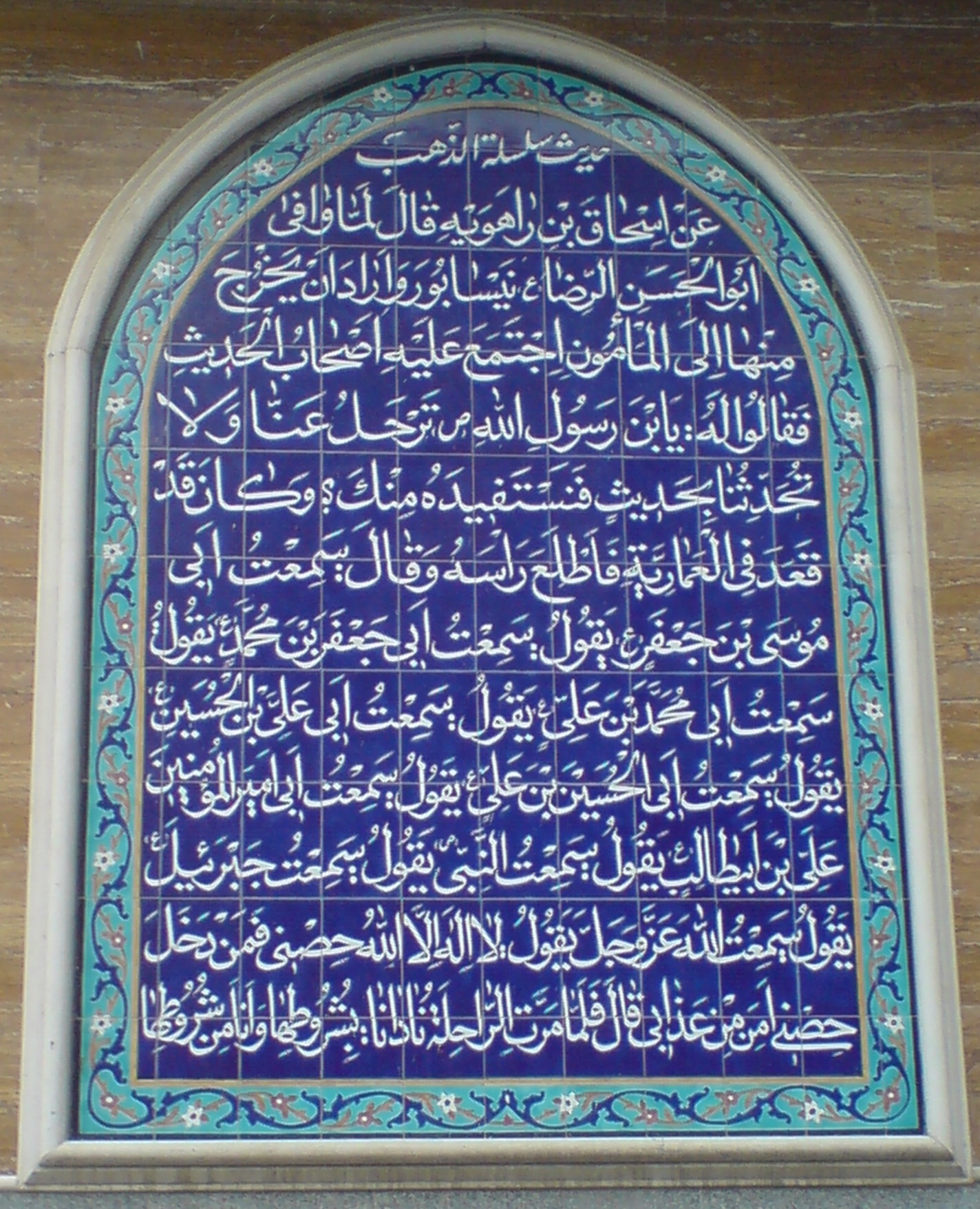
Un hadith sur un pavement dans la ville iranienne de Nishapur.

Nukhbat al Fikr est un ouvrage majeur d’Ibn Hajar al-Asqalani, un spécialiste égyptien du hadith du XVe siècle. L’objet de l'ouvrage est la classification des hadiths,,. La tradition musulmane connaît plusieurs dizaines, voire plusieurs centaines de milliers de hadiths, que les érudits classent pour établir les véritables actes et paroles de Mahomet, tels que rapportés par ses compagnons, les sahabas.

## Classification des hadiths
L’enjeu majeur de l’étude des hadiths est de déterminer s’ils sont exacts ou non. Dans cette perspective, Nukhbat al-Fikr classe les hadiths en trois catégories, selon qu'on peut les établir comme authentiques, bons / justes, ou calomnieux.

### Les hadiths authentiques
Pour être considéré comme authentique (sahih), un hadith doit vérifier simultanément quatre conditions portant sur sa transmission. Il doit être transmis par :
- un juste, une personne dans la droiture (عدل, 'adil)[5],
- ou mieux, une personne qui est tout à fait juste (تام الضبط, tamm ad-dabt) [5],
- avec une chaîne continue (sanad)[5],
- qui n'est pas déficiente (معلل, mu'alal)[5],
- et qui ne comporte pas d'anomalie, d'irrégularité (شاذ, shadh).

Ces conditions rendent le hadith en lui-même authentique, ou véridique. Le classement se fait alors en fonction des variations dans ces conditions. Il en résulte que le Sahih d’al-Bukhari est la première source authentique du hadith. Suit le Sahih Muslim, et les sources qui regroupent leurs critères (شرطهما, shartahuma).

### Les bons hadiths
Si le hadith n’est pas authentique, Nukhbat al-Fikr propose d’examiner les rapporteurs du hadith, qui peuvent le rendre bon, juste (الحسن لذاتة, hassan li dhatih). Le hadith est considéré comme bon quand il comporte plusieurs voies, ou transmetteurs. Si la classification d'un hadith est composite (par exemple, bon et authentique), c’est qu’il y a une indécision sur les transmetteurs quand ce qu’il rapporte est unique. Sinon, il est nécessaire d’examiner les deux chaînes du hadith, celle qui est bonne et celle qui est authentique.
Parfois, une addition est faite par un narrateur de chacun de ces deux types de chaîne. Cette addition est acceptée tant qu’elle ne contredit pas ce qu'a rapporté une autre personne plus digne de confiance. Si l’addition est contraire à quelque chose de supérieur (أرجح, arjah), on retient le plus fort ou le plus convaincant, qui est considéré comme bien conservé (المحفوظ, mahfudh). Son opposé est alors considéré comme étrange, irrégulier (shadhdh). Si, en plus d'être contraire à quelque chose qui est plus probable, l'addition est jugée faible (الضعف, da'if), l’addition plus forte plus convaincante est considérée comme bien reconnue (المعروف, ma‘ruf). Son opposé est ce qui est rapporté, mais qui est nié (المنكر, munkar).
Quand le contenu du hadith (متن, matn) est en accord avec un hadith relativement unique (fard nisbi), il est appelé « chaîne corroborante » (المتابع, mutabi'). Si le contenu d’un autre hadith semble lui ressembler, alors ce qui est rapporté est un témoignage (الشاهد, shahid). On appelle une évaluation (الاعتبار, i'tibar) le fait de vérifier, d'examiner les voies d'une transmission pour ces derniers hadiths.
En cas de difficulté (contradictions, objections, ...) quelques critères aident à déterminer si le hadith sera accepté (المقبول, maqbul) ou rejeté. Dans les cas suivants, le hadith est accepté :
- il n’y a aucune contradiction, aucune objection. Le hadith est décisif (المحكم, muḥkam)[6],
- la contradiction rencontrée peut faire l’objet d’une conciliation (الجمع, jam'). Le hadith est conciliable (مختلف الحديث, mukhtalif al-hadith)[6],
- la conciliation n’est pas possible car un fait antérieur incompatible est formellement établi. Ce fait antérieur est abrogeant (الناسخ, nasikh), et le hadith en question est abrogé (المنسوخ, mansukh)[6]. Par contre, s’il n'y a pas de fait abrogeant, la supériorité du hadith est favorisée (الترجيح, tarjiḥ)[6],
- si aucune négation (التوقف, tawaqquf)[6] ou confirmation du hadith n’existe, le hadith est aussi accepté.

Dans les autres cas, on détermine que le hadith est rejeté. Cela peut être à cause de lacunes (السقط, saqt) ou de médisances (طعن, ta'n). Le cas de lacunes, évidentes ou cachées, est détaillé ainsi :
- une lacune en début de chaîne (sanad), causée par le compilateur. Le hadith est considéré comme suspendu (المعلق, mu'allaq)[7]. Ce problème peut être résolu par une biographie du compilateur, qui mettra éventuellement à jour une rencontre avec un autre compilateur, et pourra engendrer un recoupement.
- une lacune en fin de chaîne, par les successeurs (التابعى, tabi'i)[7] des sahabas. Le hadith est considéré comme insensé (المرسل, mursal)[7]. Ce problème est appelé un « trucage » (المدلس, mudallas). Cela fait référence à des rencontres possibles mais sur un mode plus compliqué que la narration classique de l’un à l’autre.
- une lacune en milieu de chaîne. S’il n’y a qu’un seul maillon défaillant, la chaîne est brisée (المنقطع, munqati')[7]. S’il y a deux maillons défaillants ou plus, le hadith est problématique (المعضل, mu'dal)[7].

Si la raison du rejet du hadith est la médisance, on en vient à la section suivante, les hadiths calomnieux.

### Les hadiths calomnieux
Nukhbat al-Fiqr distingue dix causes de calomnie ou de médisance, qui ont chacune leurs implications propres :
Dans le premier cas, le narrateur ment. Le hadith rapporté est alors considéré comme fabriqué, forgé (الموضوع, mawdu')
Dans le second cas, une accusation de mensonge est portée. Le hadith est alors considéré comme rejeté, abandonné (المتروك, matruk)
Dans le troisième cas, le narrateur commet de grandes erreurs. Le hadith est alors considéré comme réprouvé ou nié (munkar) selon une opinion. Ce cas est semblable aux deux suivants.
Dans le quatrième cas, le narrateur est irréfléchi ou insouciant (غفلته, ghafla). Si la signification du hadith est obscure, vague, on exige que la problématique du hadith soit clarifiée et que les mots inhabituels soient expliqués.
Dans le cinquième cas, le narrateur est un débauché, un pervers, une personne moralement corrompue (فسقه, fasiq). Il n’est pas permis d'altérer le contenu d'un hadith (matn) de manière intentionnelle, que ce soit par des omissions ou des paraphrases. Une exception est cependant admise pour quelqu'un qui sait ce que ces changements signifient.
Dans le sixième cas, le narrateur est une personne qui délire. Si on découvre le délire ou la folie (wahm) du narrateur grâce à des indications extérieures (القرائن, qara’in) ou par un recoupement, le hadith est considéré comme déficient (mu‘allal).
Dans le septième cas, le narrateur contredit d’autres narrateurs de hadiths (مخالفته, mukhalafa). La contradiction peut avoir six causes. La première est que la formulation de la chaîne a été changée. Ceci se définit par ce qui est rapporté comme interpolé, interrompu (مدرج الإسناد, mudraj al-isnad). La seconde cause est que le narrateur rassemble ce qui a été rapporté par un compagnon (sahaba), mais qui est suspendu (mawquf) avec ce qui a été rapporté et défini comme élevé, un récit prophétique(المرفوع, marfu'). Alors, le hadith est défini comme interpolé, interrompu (مدرج المتن, mudraj al-matn). La troisième cause est une « transposition » : ce qui a été rapporté est défini comme à l’envers, en sens inversé (المقلوب, maqlub). La quatrième cause est le fait d’insérer un narrateur. Alors, ce qui est rapporté est une insertion (المزيد في متصل الأسانيد, mazid fi muttasil al-asanid) dans une chaîne de transmission déjà connectée à une chaîne. La cinquième cause est que le narrateur en remplace un autre (sans toutefois faire de prépondérance d'une chaîne sur une autre). Alors, ce qui est rapporté est considéré comme inconsistant, incohérent (المضطرب, mudtarib). Les substitutions ou les remplacements peuvent arriver de manière intentionnelle pour mettre à l'épreuve. La sixième et dernière cause est l’alternance de points ou de voyelles quand l'orthographe demeure pareille. Alors, ce qui a été rapporté se définit comme déformé, perturbé, biaisé, par le changement des points (المصحف, musahaf) ou des voyelles (المحرف, muharaf).
Dans le huitième cas, le narrateur est un inconnu (جهالته, jahala). Nukhbat al-Fikr distingue quatre causes de narrateur inconnu (jahala). Le narrateur peut avoir plusieurs noms. Pour une raison précise, il est mentionné avec un nom qui n’est pas bien connu. Sur ce sujet, une compilation clarifie les noms de narrateurs. (الموصح, al-musiḥ). Sinon, le narrateur a seulement quelques narrations, et elles ne sont pas fréquemment citées. Sur ce sujet, certains compilateurs se sont spécialisés dans les narrateurs isolés (الوحدان, al-wuhdan). La troisième cause est que le nom du narrateur n'a pas été nommé par souci de brièveté. Sur ce sujet, des compilateurs ont étudié les mentions anonymes (المبهمات, mubhamat). Enfin, selon l’opinion juste, le narrateur anonyme (المبحم, mubham) n'est pas accepté, même s’il est mentionné de manière anonyme avec une notation (التعديل, ta'dil). Dans le cas où un narrateur est nommé, si une personne seulement a relaté quelque chose de lui, il n’est pas identifiable. S’il y a deux personnes où plus mais qu’il n'est pas déclaré digne de confiance, le narrateur a un statut inconnu. Le rapporteur est considéré comme couvert, déguisé (المستور, mastur).
Dans le neuvième cas, le narrateur est un innovateur. Il y a deux sortes d'innovations :ce qui est équivalent à l'apostasie, et ce qui mène à la corruption morale. Pour la première innovation, la vaste majorité des croyants n'accepte aucun narrateur ainsi décrit. Pour la seconde, quelqu'un qui n’invite pas les gens à cela est accepté selon l’opinion juste, sauf s’il rapporte quelque chose qui supporte son innovation. Auquel cas il est rejeté selon l’opinion préférée.
Dans le dixième cas, le narrateur est oublieux, il perd la mémoire de manière chronique. Si la perte de mémoire est chronique, alors ce qui a été rapporté est qualifié d’étrange, d’irrégulier (shadhdh). Si l’oubli est occasionnel, alors ce qui a été rapporté est défini comme désordonné (المختلط, mukhtalat). Dans les deux cas de perte de mémoire, si le hadith est corroboré par un rapporteur digne de considération, le rapporteur couvert, déguisé (mastur), ou le rapporteur d'un hadith insensé, inutilisé (المرسل, mursil), ou encore de même le rapporteur d'un hadith camouflé, truqué (المدلس, mudallis), sont légitimés. Leurs hadiths deviennent bon (hassan) non pas en eux-mêmes, mais dans leur ensemble (لا لذاته بل بالمجموع, la li-dhatihi bal bil–majmu‘).

## Conditions de la transmission des hadiths

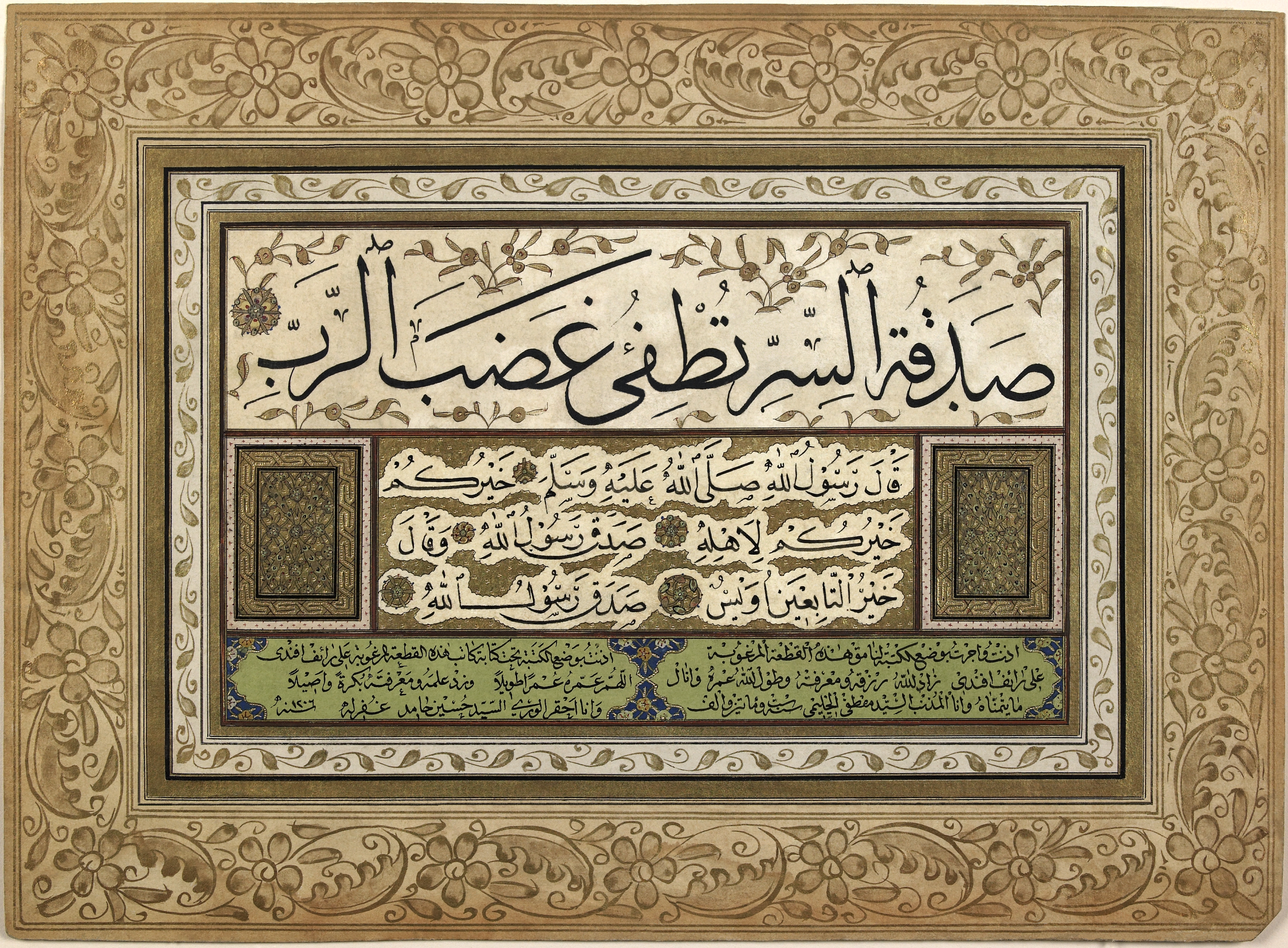
Diplôme de calligraphie arabe ; un hadith est écrit sur les deux panneaux supérieurs.

### Origine dans la chaîne de transmission
La chaîne de transmission d’un hadith (isnad) peut avoir trois origines explicites ou implicites. Il en découle des statuts différents pour le hadith.
- si l’origine du hadith est le prophète Mahomet, il s’agit alors de ses déclarations, de ses actions ou de ses approbations silencieuses[10]. Le hadith est alors considéré comme élevé, un récit prophétique (marfu')[10],
- si l’origine du hadith est un compagnon de Mahomet (sahaba), il s’agit alors des paroles des hommes qui ont rencontré le fondateur de l’islam en croyant en lui et qui sont morts dans la foi musulmane. Le hadith est alors considéré comme suspendu (mawquf)[10],
- si l’origine du hadith est un successeur des sahaba, c’est-à-dire quiconque a rencontré un des compagnons de Mahomet[10], le hadith est considéré comme coupé (المقطوع, maqḥu‘). Ce troisième cas inclut aussi les musulmans qui viennent juste après les successeurs des sahaba[10].

Nukhbat al-Fikr définit les deux derniers cas de figure comme des récits non prophétiques (الأثر, athar).

### Fin de la chaîne de transmission
Une chaîne est considérée comme fondée (المسند, musnad) si elle est rapportée par un sahaba et si elle remonte jusqu'à Mahomet. Elle doit aussi être connectée. Si le nombre de narrateurs est faible, il termine soit par le fondateur de l’islam, soit par un imam éminent. Le premier cas de terminaison constitue une révélation absolue, irréfutable (علو لمطلق, 'uluw mutlaq). Le second est une révélation relative (علو النسبي, 'uluw nisbi). Il inclut quatre cas de figure :
- des chaînes de transmission concurrentielles (الموافقة, muwafaqa) qui arrivent au cheikh d'un compilateur sans utiliser la voie du compilateur,
- des chaînes de transmission convergentes (البدل, badal) qui arrivent au cheikh de la même façon,
- deux chaînes de taille identique (المساواة, musawat) pour le nombre de narrateurs, du narrateur à la fin,
- des chaînes définies par « poignée de main » (المصافحة, musafaha), qui sont égales à la chaîne d'un étudiant de compilateur.

### Parcours de la chaîne de transmission
La descente de la chaîne de transmission (النزول, nuzul) est le complémentaire de l’élévation (علو, 'uluw). Il peut se produire sept cas de figure pour le narrateur :
- S’il a le même âge que la personne de qui il tient le hadtih et qu’ils se rencontrent, alors on parle d’une narration de personnes de même génération, de « pairs » (الأقران, aqran).
- Si chacun des narrateurs tient le hadith de son interlocuteur, alors c'est une narration réciproque (المدبج, mudabbaj).
- Si le narrateur rapporte quelque chose d’une personne « inférieure » (personne plus jeune, élève, ... ) à une autre, alors c'est une narration d'aîné à cadet (الأكابر عن الآصاغر, akabir 'an aḥaghir). Ce type de narration inclut les narrations de pères à enfants (الآباء عن الأبناء, al-aba 'an al-abna), ou même du fils au père ou au grand-père (عن أبيه عن جده, 'an abihi 'an jaddihi).
- Si les deux narrateurs ont le même cheikh et que l’un d’entre eux meurt, alors il s’agit d’une narration de prédédesseur / successeur (سابق و اللاحق, sabiq wa-laḥiq).
- Si le narrateur rapporte quelque chose de deux cheikhs qui ont les mêmes noms et qui ne peuvent être différenciés, alors le fait qu'il soit spécialisé dans les narrations de l'un d'entre eux permet d'éliminer l’autre cheikh.
- S'il n'admet pas ou nie ce qui est rapporté de lui, le hadith est rejeté, ou éventuellement, le hadith est accepté selon l’opinion juste. Ce cas de figure recouvre aussi ceux qui ont rapporté un hadith et qui ont oublié (من حدث ونسي, man haddatha wa nasiya).
- Si le narrateur respecte la formulation utilisée pour la transmission, c'est une narration « modèle-type » (المسلسل, musalsal).

### Formes de transmission dans la chaîne
Nukhbat al-Fikr dénombre dix formes de transmission des hadiths :
- j’ai entendu, « سمعت, Sami'tu »,
- et il m’a raconté, narré, « حدثنى, haddathani ». Ce cas et le précédent concernent quelqu’un qui a entendu le cheikh au mot près, que ce soit seul, ou avec d’autres personnes. La forme précédente a plus de valeur.
- il m’a rapporté, « أخبرني, akhbarani »,
- et j’ai récité devant lui, « قرأت عليه, qaratu 'alayhi ». Ce cas et le précédent concernent quelqu’un qui rapporte le hadith seul à seul.
- j’ai entendu quand il a récité devant moi, « قرىء عليه وأنا أسمع, quria 'alayhi wa–ana asma'u ». Ce cas concerne une récitation publique de hadith.
- il m'a informé, « أنبأني, anbaani ». Ce cas est proche du troisième, mais le statut de récit autorisé (اللإجازة, ijaza) est moindre que le rapport.
- il a mis dans mes mains, « ناولنى, nawalani ». Ce cas concerne les transmissions indécises (عنعنه, 'an'ana, c'est-à-dire « d'un tel et un tel, puis d'un tel et un tel »). Il peut s’agir d’une écoute directe ou d’un faux rapporteur (mudallis). On recherche alors une preuve qu’une rencontre a eu lieu entre les deux protagonistes.
- il m’a dit dans un style oral, « شافهنى, shafahani ». (المشافهة, mushafaha) est utilisé à la fois pour une autorisation orale et (المكاتبة, mukataba) écrite.
- il m’a écrit, « كتب إلىّ, kataba ilayya ». Pour garantir l'authenticité du texte écrit ou transmis (المناولة, munawala), une permission doit l’accompagner. Ce cas constitue le type le plus important de récit autorisé (اللإجازة, ijaza).
- de la part de quelqu’un, (عن, an), et cas semblables. Ce cas concerne la permission demandée pour quelque chose trouvé dans un livre (الوجادة, wijada) ou pour un livre reçu en legs (وصية بالكتاب, wasiyya bi-l-kitab). Ce cas concerne aussi l’avis public d’un cheikh, lorsqu’il raconte un hadith (الإعلام, i‘lam).

### Nombre de transmetteurs
Pour classer un hadith, l’un des éléments clés est le nombre de transmetteurs (ruwwat, روات) à chaque étape de la chaîne de transmission, l’isnad (arabe : إسناد) du hadith. Cet élément complète l’information sur les hadiths : al-khabar (الخبر). Nukhbat al-Fikr définit quatre cas de figure :
- étape de l’isnad sans un nombre spécifique de rapporteurs[12],
- étape de l’isnad avec plus de deux rapporteurs[12],
- étape de l’isnad avec deux rapporteurs[12],
- étape de l’isnad avec un seul rapporteur[12].

Dans le premier cas de figure, il y a un très grand nombre de personnes qui a transmis le hadith (المتوتر, mutawatir). Ce hadith communique donc un savoir sûr (علم اليقين, 'ilm al-yaqin) si cette condition est remplie.
Dans le second cas de figure, le hadith est rapporté par quelqu'un de bien identifié et célèbre (مشهور, mashhur). Le hadith est aussi appelé « bien transmis, bien diffusé » (المستفيض, mustafid), selon l’appréciation du commentateur du hadith.
Dans le troisième cas de figure, le hadith est qualifié de rare, mais fort (العزيز, ‘aziz). Cette condition ne suffit pas pour garantir l'authenticité du hadith, d’après Nukhbat al-Fikr. À n’importe quelle étape de la chaîne de transmission, il y a seulement deux rapporteurs du hadith en question.
Dans le quatrième cas de figure, le hadith rapporté est qualifié d’étrange (الغريب, gharib). À un certain moment de la chaîne de transmission, seulement un rapporteur relate le hadith. On distingue alors la singularité du hadith selon qu’elle est en début de la chaîne de transmission (السند, sanad), ou pas Si la singularité est en début de chaîne, le hadith est rapporté de manière entièrement unique, ce qui revient à une singularité absolue (فرد المطلق, fard mutlaq). Cela recouvre les cas où un seul narrateur donne le hadith, où un seul compilateur donne le hadith, ou encore des narrations venant d'une seule source. Si la singularité n’est pas en début de chaîne, le hadith est rapporté de manière relativement unique (فرد النسب, fard nisbi). Cela signifie qu'il a été rapporté par plus d'un compagnon, mais qu’un maillon dans l’isnad ne contient qu’un seul rapporteur. Il est rare que le terme unique (fard) soit utilisé pour un hadith sans précision, car le terme gharib est davantage utilisé par les savants pour fard nisbi, alors que le terme fard est davantage utilisé par les savants pour fard mutlaq,.
Les trois derniers cas de figure sur le nombre de rapporteurs de hadiths constituent les hadiths isolés (أحد, ahad), c'est-à-dire qui sont relatés par un nombre important de personnes mais dont le nombre n'atteint pas celui du mutawatir. Il y a donc dans la catégorie ahad des hadiths acceptés et des hadiths rejetés, puisque le fait de les utiliser comme évidence dépend des vérifications effectuées sur le statut des rapporteurs, contrairement à la première catégorie (mutawatir). Par contre, ils peuvent contenir un savoir inductif, qui va du particulier au général. Cela dépend alors des indicateurs extérieurs, selon l’opinion des érudits.

### Nom des transmetteurs
Si les noms des transmetteurs et de leur père sont pareils, mais que ce sont des individus différents, il y a un problème d’identité (متفق والمفترق, muttafiq wa muftariq). Il se peut aussi que l’écriture du nom soit la même mais que la prononciation soit différente (hétérophonie) (معطلف و مخطلف, mu'talif wa mukhtalif). Un troisième cas de figure est une identité de noms à une génération mais pas à une autre (المتشابه, mutashabih), ou bien une similarité se produisant dans le nom mais avec une différence dans l’affiliation, les liens familiaux (النسبة, nisba).

## Autres aspects de Nukhbat al-Fikr
Le livre aborde aussi les questions du « nombre simultané » (طبقات, tabaqat) des narrateurs, des dates de naissance et de mort des narrateurs, des pays et des régions des narrateurs, ainsi que des statuts des narrateurs : approbation (ta'dil), discrédit (الجرح, jarḥ), et le fait d'être inconnu (jahala). Les catégories de discrédit (jarh) sont, du pire au moins pire :
- le fait d'être décrit par le superlatif (أفعل, af'al), c'est-à-dire « le plus grand des menteurs » (أكذب الناس, akdhab an-nas),
- le fait d'être d’être décrit comme un « imposteur » (دجال, dajjal), un « fabricateur » (وضاع, wada'), ou un « menteur » (كذاب, kadhab),
- le fait d'être « malléable », « oublieux, négligent » ou « corrupteur » (لين, layyin), (سئ الحفظ, sayyii al-hifdh).

À l'opposé, les catégories de l'approbation (ta‘dil) sont, de la meilleure à la moins bonne :
- le fait d'être décrit avec le superlatif (af'al), c'est-à-dire « le plus fiable des gens » (أوثق الناس, awthaq an-nas),
- le fait d'être qualifié par un attribut ou deux, c'est-à-dire « fiable et digne de confiance », « fiable et bon mémorisateur » (ثقة ثقة, thiqa thiqa) ou (ثقة حافظ, thiqa hafidh),
- une proximité à un niveau moindre de discrédit, c'est-à-dire (شيخ, shaykh).

Le fait d'attester qu’un tel a bien transmis, ou le fait de recommander (التزكية, tazkiya) est accepté à la discrétion des commentateurs du hadith, selon l’opinion juste (الأصح, asah). Le discrédit (jarh) a la préséance sur l’approbation (ta‘dil), si cela est détaillé et spécifié par un commentateur à partir de ses critères. Quand l’approbation n’est pas possible, le discrédit est accepté sans spécifications, selon l'opinion commune (mukhtar).
Sont aussi traités dans Nukhbat al-Fikr les agnomens (كني, kunya) des personnes désignées par leur prénom, et le nom à associer, les cas d'identité d'agnomen et de nom, les cas d’agnomens ou de titres multiples, les identités d’agnomens entre père et fils, entre mari et femme, les cas de filiation autre qu’au père ou à la mère, les identités de nom entre le narrateur et son grand-père, les identités de nom entre le narrateur et son shaykh, les noms exclusifs à une personne et les surnoms.
La question des affiliations est un autre sujet traité par Nukhbat al-Fikr. Les affiliations recouvrent les tribus, la patrie, le pays, la localité, même une rue ou une allée, ainsi que le métier et la profession. Cela met en évidence des similarités (الاتفاق, ittifaq) et des sources possibles de confusion (الاشتباه, ishtibah), comme pour les noms et les surnoms. Pour cette raison, Nukhbat al-Fikr distingue les plus haut gradés mawalis (الموالى) des moins haut gradés : hommes ou femmes dans une même famille, shaykh ou étudiant, la manière d'écrire le hadith, l'âge d’acquisition ou de transmission, le fait de voyager ou non pour acquérir ou transmettre des hadiths, ...
Il est impératif de savoir comment les hadiths sont compilés, selon les chaînes de narrateurs (المسانيد, masanid), le sujet de l'étude (الأبواب, abwab), les défauts (العلل, 'ilal), ou des mots clés (الأطراف, aḥraf), et de connaître le contexte historique du hadith. L'un des shaykh d'Al Qadir, Abu Ya'la bin al-Farra' a écrit à ce sujet. Les narrateurs ont écrit des livres à propos de ces questions. Ces livres forment une liste de base mentionnant des définitions générales, sans exemples, et sont incontournables pour se plonger dans la littérature du hadith.